# NGC 254
NGC 254 é uma galáxia lenticular (SB0) localizada na direcção da constelação de Sculptor. Possui uma declinação de -31° 25' 19" e uma ascensão recta de 0 horas, 47 minutos e 27,5 segundos.
A galáxia NGC 254 foi descoberta em 28 de Setembro de 1834 por John Herschel.